# Bob Telson

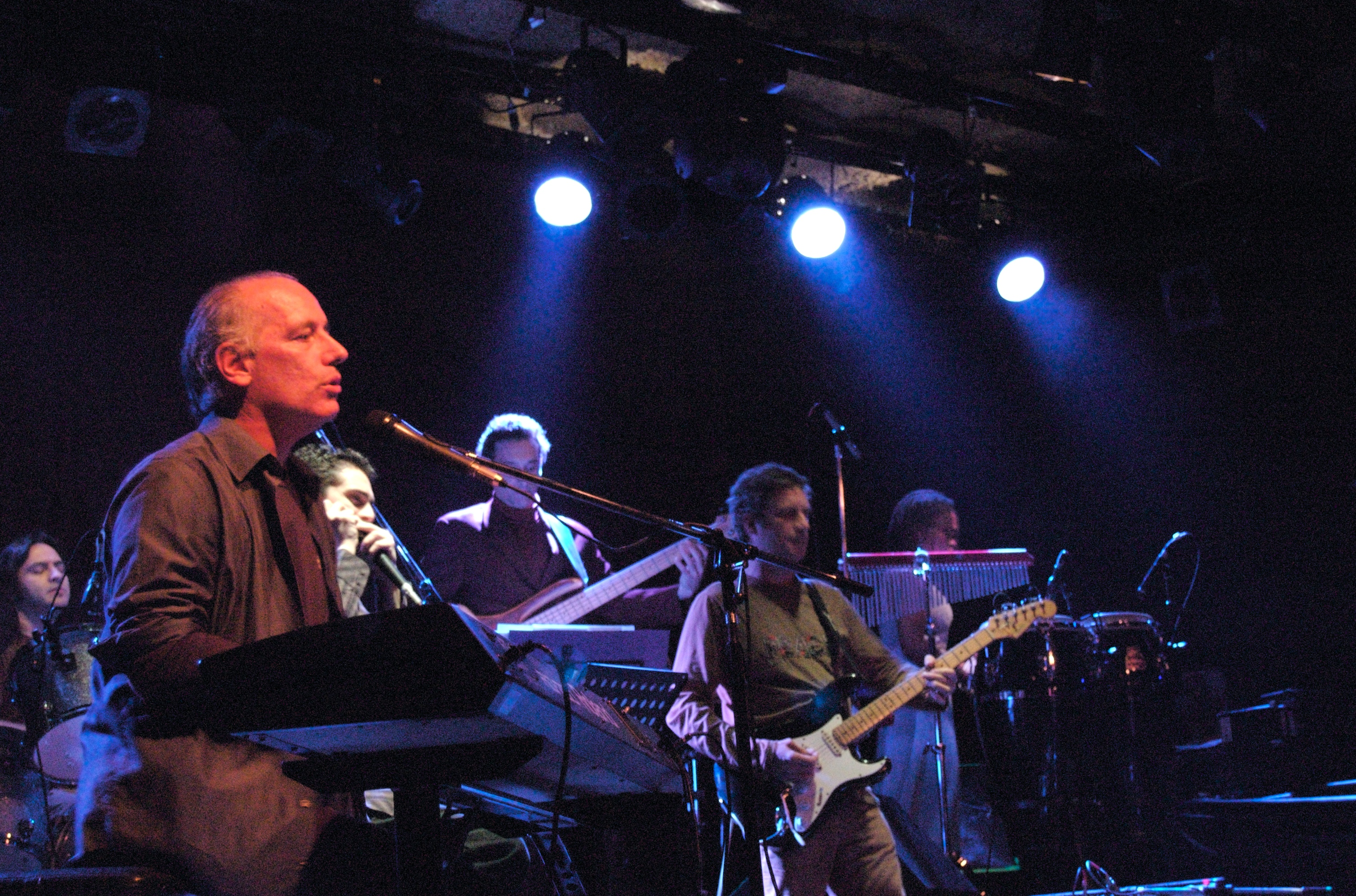
Bob Telson im La Trastienda Club (2007)

Robert (Bob) Eria Telson (* 14. Mai 1949 in Cannes) ist ein US-amerikanischer Komponist, Multiinstrumentalist (vor allem Piano, Keyboard, Orgel, Synthesizer) und Sänger. Er widmet sich verschiedenen Musikstilen wie Weltmusik, Gospel, Salsa, Blue-Eyed Soul, Pop, Rock, Jazz, Punk und klassische Musik.

## Leben
Bob Telson wuchs in Brooklyn auf. Mit fünf Jahren begann er Klavier zu spielen, mit 12 wechselte er zur Orgel. Zu dieser Zeit begann er sich für Rock ’n’ Roll zu interessieren, setzte aber auch seine klassischen Studien fort. Als 15-Jähriger erhielt er in Paris Unterricht von Nadia Boulanger in den Fächern Orgel, Harmonielehre und Kontrapunkt. 1970 schloss er ein Musikstudium an der Harvard University ab.
Nach dem College ging Telson nach New York und widmete sich insbesondere dem Free Jazz. Von 1972 bis 1974 hatte er sein erstes professionelles Engagement als Mitglied des Philip Glass Ensembles, in dem er Farfisa-Orgel spielte. Danach wandte er sich der Salsa-Musik zu und spielte als Pianist in den Bands Tito Puente, Machito und Conjunto Libre. Für die Five Blind Boys of Alabama wirkte er als Organist, Komponist und Produzent.
Durch Philip Glass lernte Telson den Dramatiker, Theaterregisseur und Dichter Lee Breuer (1937–2021) kennen. Breuer, der Mitglied der New Yorker Theatertruppe Mabou Mines war, beauftragte Telson 1978 mit einer Disco-Version von Frédéric Chopins Trauermarsch für sein Bühnenstück Prelude to Death in Venice. Der Song wurde später von der Band Empress unter dem Titel Dyin' to Be Dancin herausgebracht. Breuer und Telson arbeiteten in der Folge an weiteren Projekten zusammen wie die kurze A-cappella-Oper Sister Suzie Cinema (1980), welche am Public Theater aufgeführt wurde. Bekanntheit erlangte das Musical The Gospel at Colonus (1983), eine Adaption von Sophokles’ Ödipus (Ödipus auf Kolonos, König Ödipus, Antigone) mit Gospelgesang. Hierzu steuerte Telson die Musik und Breuer die Texte bei. Es wurde ursprünglich von der Brooklyn Academy of Music produziert und lief 1988 am Broadway (Lunt-Fontanne Theatre) mit Morgan Freeman in der Hauptrolle, wobei Breuer Regie führte und Telson Piano und Synthesizer spielte. The Gospel at Colonus war 1985 für den Pulitzer-Preis in der Kategorie Theater nominiert. Eine weitere Zusammenarbeit der beiden Künstler ist das Musical The Warrior Ant mit Musik im afrokubanischen und kongolesischen Stil, welches auf einem Gedicht von Breuer beruht und von Dschungelameisen handelt, die nur einmal in ihrem Leben fliegen.
Telson war als Komponist auch an dem Broadway-Musical Chronicle of a Death Foretold beteiligt, das auf dem Roman Chronik eines angekündigten Todes von Gabriel García Márquez basiert. Es wurde 1995 am Plymouth Theatre aufgeführt und erhielt Nominierungen für drei Tony Awards und für sechs Drama Desk Awards, eine davon für Telson persönlich im Bereich Outstanding Music. Viele der Songs aus den Bühnenstücken, an deren Entstehung Telson mitwirkte, präsentiert er auch außerhalb der Theateraufführungen zusammen mit anderen Musikern. Dabei spielt er Keyboard, Drumcomputer und singt.
Telson ist außerdem als Filmkomponist tätig. Sein erstes Werk in diesem Bereich war der Song Calling You, den er für den Soundtrack von Percy Adlons Film Out of Rosenheim (1987) schrieb. Er brachte ihm eine Nominierung für den Oscar in der Kategorie Bester Song bei der Oscarverleihung 1989 ein. Soundtrack und Single enthalten sowohl einen Track, der von Jevetta Steele gesungen wird, als auch eine weniger bekannte Version, die Telson selbst singt. Telson arbeitete noch mehrmals mit Adlon zusammen, unter anderem schrieb er die Musik für den Spielfilm Rosalie Goes Shopping (1989). 1993 brachte er bei Warner Bros das Album Calling You heraus, welches neben dem gleichnamigen Song sein Lied Barefoot aus Percy Adlons Film Salmonberries sowie von Telson komponierte Musik für Twyla Tharps Tanzstück Sextet enthält.
1989 lernte Telson seine spätere Ehefrau Isabel de Sebastián (* 1960) kennen, eine argentinische Sängerin, die für Musikaufnahmen nach New York gekommen war. Sie lebten 14 Jahre in Manhattan, bevor sie 2003 nach Buenos Aires umzogen. 2007 brachten sie das Album Trip heraus, auf dem Sebastián von Telson komponierte Lieder singt. Es enthält relativ nahe an Jazz-Standards liegende Songs mit Gospel- und Salsa-Elementen. Sie traten auch zusammen auf, unter anderem beim Buenos Aires Jazz Festival 2009, wo der Mundharmonikaspieler Franco Luciani (* 1981) sie begleitete. Später kehrten sie in die USA zurück. Aus ihrer Ehe gingen zwei gemeinsame Kinder hervor, darunter der Singer-Songwriter und Gitarrist David Telson (* 1994).

## Diskografie (Auswahl)
- The Gospel at Colonus, 1984, WEA-Musik/Warner Brothers
- Bob Telson – Calling You, 1993, Warner Brothers
- Trip, mit Isabel De Sebastian, 2007, Acqua Records

## Filmografie (Auswahl)
- 1987: Out of Rosenheim
- 1989: Rosalie Goes Shopping
- 1990: Die Möchte-Gern-Väter (La fête des pères)
- 1991: Salmonberries
- 1993: Younger and Younger
- 1995: De niño (Kurzfilm)
- 1997: La vida según Muriel
- 1998: A Letter Without Words
- 2001: Hawaiian Gardens
- 2011: El Paraíso (Fernsehserie)
- 2014: Zemene
- 2017: The Book of Clarence